# Tòa án Nhân dân Tối cao Cuba
Tòa án Nhân dân Tối cao Cuba (tiếng Tây Ban Nha: Tribunal Supremo Popular de Cuba) là cơ quan thực thi quyền tư pháp cao nhất tại Cuba, các phán quyết của Tòa án Nhân dân Tối cao là phán quyết cuối cùng. Trụ sở chính tại Havana và thực hiện quyền xét xử trên toàn lãnh thổ Cộng hòa Cuba.
Thông qua Hội đồng Chính quyền (tiếng Tây Ban Nha: Consejo de Gobierno), Tòa án Nhân dân Tối cao thực hiện việc sáng kiến pháp luật trong các vấn đề liên quan đến quản lý tư pháp và quyền quản lý; đưa ra quyết định và ban hành các quy định chung mà tất cả các tòa án phải tuân thủ và dựa trên cơ sở kinh nghiệm; ban hành các hướng dẫn bắt buộc nhằm thiết lập một thực tiễn tư pháp thống nhất trong việc giải thích và áp dụng Luật.

## Lịch sử

### Thuộc địa Tây Ban Nha
Do là thuộc địa của Tây Ban Nha, không có tòa án công bằng nào ở Cuba; luật pháp hiện hành và các cơ quan tư pháp là những cơ quan được thành lập ở thủ đô Đế quốc.

### Hoa Kỳ chiếm đóng
Trong cuộc can thiệp quân sự đầu tiên của Hoa Kỳ vào Cuba, Hoa Kỳ đã thiết lập chính quyền dân sự thay thế cho chính quyền thuộc địa Tây Ban Nha trước đây. Tòa án Tối cao Cuba được thành lập theo Quân lệnh số 41 ngày 14/4/1899 của Thống đốc quân sự Hoa Kỳ tại Cuba, được chính thực công bố trên Công báo vào ngày 24 tháng 4. Theo Biên bản ngày 2/6 cùng năm, Tòa án Tối cao ban đâu chỉ thành lập một Tòa duy nhất để phổ biến pháp luật trong các vấn đề dân sự, hình sự và tranh chấp hành chính và trụ sở chính được đặt tại Dinh thự gia tộc O'Farril, đường 102 Chacón, La Habana Cổ. Hiến pháp 1902, công nhận Tòa án Tối cao là một cơ quan cấp cao của nhà nước.
Vào đầu thế kỷ 20, Viện công tố, Tòa điều tra, Tòa sơ thẩm, Tòa bầu cử cao cấp và cơ quan lưu trữ Tư pháp Quốc gia được thành lập.

### Cộng hòa Cuba
Sau giai đoạn đầu, Tòa án Tối cao đã trải qua những thay đổi liên tiếp về cấu trúc và thành phần, được thể chế hóa thông qua Luật Cơ quan Tư pháp, ngày 27 tháng 1 năm 1909.
Sau đó, Hiến pháp Cộng hòa Cuba năm 1940 đã thiết lập hệ thống tư pháp và các nguyên tắc cơ bản.
Trong phạm vi của quá trình hoàn thiện thể chế nhà nước Cuba và đặc biệt là hệ thống tư pháp, vào ngày 23 tháng 6 năm 1973, Luật Tổ chức hệ thống tư pháp đã được ban hành, đáp ứng việc thống nhất các khu vực xét xử khác nhau.
Dựa theo Hiến pháp ngày 24 tháng 2 năm 1976, Tòa án Tối cao Cuba được đổi tên thành Tòa án Nhân dân Tối cao Cuba.

## Tổ chức hệ thống Tòa án
Hiến pháp Cộng hòa Cuba thiết lập các cơ sở để tổ chức hệ thống tư pháp Cuba. Về chức năng tư pháp, tại Điều 120 quy định "Chức năng truyền đạt công lý do nhân dân thực hiện và được thực hiện thay mặt bởi Tòa án Nhân dân Tối cao và các Tòa án khác do luật định".
Tính độc lập có quan hệ mật thiết với nhau và chức năng của các tòa án được quy định tại Điều 121, khi nó quy định rằng Tòa án tạo thành một hệ thống các cơ quan nhà nước, được cấu trúc với sự độc lập về chức năng với bất kỳ tòa án nào khác và có thứ bậc phụ thuộc vào Quốc hội Quyền lực Nhân dân và Hội đồng Nhà nước, cũng như cơ quan tư pháp cao nhất được thực hiện bởi Tòa án Nhân dân Tối cao, mà các quyết định theo thứ tự này là cuối cùng và thiết lập cho Hội đồng Chính quyền sáng kiến lập pháp, quyền quản lý và trao quyền cho Hội đồng Chính quyền thiết lập một hệ thống tư pháp thống nhất trong việc giải thích và áp dụng luật.
Mặt khác, tính độc lập nói trên trong lĩnh vực xét xử được bổ sung bởi nhiệm vụ hiến pháp nêu trong Điều 122, trong đó quy định cụ thể rằng "Các thẩm phán, trong chức năng truyền đạt công lý, độc lập và chỉ tuân theo pháp luật", đồng thời, đảm bảo không phải đệ trình các quyết định tư pháp mà họ đã thông qua, trong phạm vi thẩm quyền, lên các tòa án có cấp bậc cao hơn.
Tòa án Cuba được chia thành 3 cấp gồm: Tòa án Nhân dân Tối cao Cuba, Tòa án Nhân dân Tỉnh, Tòa án Nhân dân Đô thị và Tòa án Quân sự.

## Tổ chức Tòa án Nhân dân Tối cao
Tòa án Nhân dân Tối cao gồm có Chánh án, các Phó Chánh án, Chánh tòa, các Thẩm phán chuyên và không chuyên được phân công phụ trách. Tất cả các thẩm phán chuyên đều có tư cách là người giữ một chức và lên đến 48 người, trong số đó có Chánh án, 4 Phó chánh án và 6 Chánh Tòa, những người cùng với các thẩm phán chuyên và không chuyên có chức năng thành lập Hội nghị toàn thể, đặc biệt được thành lập như một phòng xử án để tìm hiểu về các vấn đề mà luật quy định trong phạm vi thẩm quyền của luật. Cơ cấu cơ quan tư pháp cao nhất của Cuba bao gồm Hội đồng Chính quyền và các tòa xử án. Hội đồng Chính quyền gồm Chánh án Tòa án nhân dân tối cao, các Phó Chánh án và Chánh tòa.
Chánh án Tòa án Nhân dân Tối cao do Quốc hội của Chính quyền Nhân dân bầu ra theo đề nghị của Chủ tịch Hội đồng Nhà nước, và không giới hạn nhiệm kỳ.
Các phó Chánh án, giống như Chánh án, do Quốc hội của Chính quyền Nhân dân bầu ra theo đề nghị của Chủ tịch Hội đồng nhà nước, và cũng không giới hạn nhiệm kỳ. Phó Chánh án đảm nhận các chức năng mà Chánh án ủy quyền, cũng như thay thế Chánh án trong các trường hợp tạm quyền, theo lệnh do Hội đồng Chính quyền ban hành.

## Thẩm phán
Các thẩm phán chuyên và không chuyên của Tòa án Nhân dân Tối cao do Quốc hội của Chính quyền Nhân dân Cuba bầu ra. Với các trường hợp thẩm phán chuyên, đề xuất ứng cử đã được Hội đồng Chính quyền Tòa án Nhân dân Tối cao chấp thuận và không giới hạn nhiệm kỳ. Với các trường hợp thẩm phán không chuyên, đề xuất ứng cử tương ứng do ủy ban Trung tâm những người lao động Cuba chủ trì và cũng bao gồm các tổ chức đoàn thể và xã hội còn lại của nhà nước; có nhiệm kỳ 5 năm, và không giới hạn nhiệm kỳ.

### Thẩm phán chuyên
Để được bầu làm thẩm phán chuyên Tòa án Nhân dân tối cao:
- phải được ủy quyền hành nghề luật sư theo chức danh do trường đại học hoặc tổ chức chính thức được ủy quyền cấp hoặc xác nhận
- là công dân Cuba
- có uy tín trong xã hội, có đạo đức sâu sắc
- có ít nhất mười năm hoạt động với tư cách là luật gia và đã vượt qua kỳ thi cạnh tranh hoặc cuộc thi cạnh tranh mà Hội đồng Chính quyền Tòa án nhân dân tối cao đã tổ chức vì mục đích đó.

### Thẩm phán không chuyên
Các yêu cầu để được bầu làm thẩm phán không chuyên của Tòa án Nhân dân Tối cao Cuba là:
- phải có thái độ xuất sắc đối với công việc hoặc hoạt động vì lợi ích xã hội
- có trình độ học vấn đầy đủ, các nguyên tắc đạo đức, uy tín trong cộng đồng cao
- ít nhất 30 tuổi.

Tương tự ở Việt Nam chức danh này tương ứng với Hội thẩm nhân dân.

## Chức năng và nhiệm vụ
Quyền hạn và nhiệm vụ của Tòa án Nhân dân Tối cao nằm trong các Tòa xét xử, cơ quan thực hiện nhiệm vụ trên lãnh thổ Cuba và có thẩm quyền xét xử, phù hợp với các quy định của luật tố tụng về các vấn đề khác nhau, các nguồn kháng nghị và giám đốc thẩm chống lại các bản án do các Tòa án Nhân dân cấp tỉnh và các Tòa án Quân sự cấp lãnh thổ, và thủ tục Tái thẩm; Tòa Quân sự được biết về thủ tục giám định tư pháp được quy định trong Luật Tố tụng Quân sự.
Tòa xét xử các vấn đề hình sự, xét xử sơ thẩm, các trường hợp được thiết lập trong các luật tố tụng có hiệu lực, và để xét xử các kháng cáo chống lại các bản án này, một Tòa đặc biệt được thành lập bao gồm Chánh án Tòa án Nhân dân Tối cao, hai Chánh Tòa, hai thẩm phán chuyên và hai thẩm phán không chuyên từ bất kỳ Tòa nào.
Phiên họp toàn thể các thẩm phán Tòa án nhân dân tối cao chỉ có chức năng theo quyền hạn, khi nó được thành lập trong một Tòa xét xử nhằm mục đích xét xử, ngoài ra còn có Chủ tịch, Phó Chủ tịch và Tổng thư ký của Quốc hội có quyền lực nhân dân; các thành viên Hội đồng Nhà nước và Bộ trưởng, chủ tịch, phó chủ tịch, các thẩm phán chuyên và không chuyên của Tòa án nhân dân tối cao, và Viện trưởng, các phó Viện trưởng và các kiểm sát viên khác của Viện kiểm sát tối cao Cuba.
Sự quản lý tập thể hệ thống Tòa án được thực hiện bởi Hội đồng Chính quyền Tòa án nhân dân tối cao, một cơ quan được thành lập theo Hiến pháp Cuba, cơ quan này cũng giao quyền sáng kiến lập pháp và quyền quản lý. Cơ quan này ban hành các hướng dẫn chung để thiết lập một thực thi tư pháp thống nhất trong việc giải thích và áp dụng pháp luật.
Trong số các chức năng chính của Tòa án Nhân dân Tối cao là quản lý, theo yêu cầu của Quốc hội hoặc Hội đồng Nhà nước, về tính hợp hiến các đạo luật, lệnh và các quy định chung khác; thực hiện sáng kiến lập pháp trong các vấn đề quản lý tư pháp và trả lời các câu hỏi có tính chất chung do Tòa xét xử, tòa án cấp dưới, Viện Kiểm sát Tối cao hoặc Bộ trưởng Bộ Tư pháp đưa ra.
Hội đồng Chính quyền thẩm định và phê chuẩn những ứng cử viên trình Quốc hội bầu làm Thẩm phán Tòa án nhân dân tối cao, thẩm định và phê chuẩn những ứng viên tương ứng với các Tòa án cấp tỉnh, thành phố trực thuộc trung ương; Ngoài ra, triệu tập các kỳ thi cạnh tranh hoặc các cuộc thi thành tích để tuyển dụng hoặc đề bạt thẩm phán, và tổ chức hệ thống nâng cao nghiệp vụ cho cả thẩm phán và nhân viên phụ trợ thông qua Trường Đào tạo Tư pháp. Tương tự như vậy, Hội đồng Chính quyền giám sát hoạt động thẩm quyền của các tòa án và phê duyệt các dự án ngân sách cho toàn bộ hệ thống Tòa án.

## Hội đồng Chính quyền
Hội đồng Chính quyền Tòa án nhân dân tối cao gồm có Chánh án làm chủ tọa, các Phó Chủ án và các Chánh Tòa.
Tại các phiên họp Hội đồng Chính quyền Tòa án nhân dân tối cao, Bộ trưởng Bộ Tư pháp và Viện trưởng Viện Kiểm sát Tối cao được mời tham gia phát biểu nhưng không được biểu quyết.
Tương tự như vậy, các phiên họp Hội đồng Chính quyền, các cơ quan chính quyền tỉnh và chính quyền có thể được mời, khi, do vấn đề cần được xử lý mà các cơ quan này quan tâm. Nếu tham dự, họ có thể tham gia phát biểu, nhưng không được bỏ phiếu.
Thay mặt Tòa án Nhân dân Tối cao thực hiện:
- chuyển cho các tòa án các chỉ thị chung nhận được từ Hội đồng Nhà nước;
- quyết định, theo yêu cầu của Quốc hội hoặc Hội đồng Nhà nước, về các nghị định và các quy định chung khác;
- thực hiện sáng kiến lập pháp trong các vấn đề liên quan đến quản lý tư pháp;
- xem xét, thẩm định và thông qua dự thảo báo cáo trách nhiệm giải trình của Tòa án nhân dân tối cao trước Quốc hội;
- kiểm tra và đánh giá việc thực hành tư pháp của các Tòa xét xử và các tòa án khác;
- thực hiện quyền kiểm soát và giám sát hoạt động theo quyền hạn của tất cả các tòa án;
- trả lời các câu hỏi chung được đưa ra bởi các Tòa xét xử, các tòa án, Viện Kiểm sát Tối cao và Bộ trưởng Bộ Tư pháp;
- đưa ra các hướng dẫn chung có tính chất bắt buộc đối với các tòa án, nhằm thiết lập một thực tiễn tư pháp thống nhất trong việc giải thích và áp dụng pháp luật;
- yêu cầu từ Hội đồng Nhà nước, khi cần thiết, giải thích chung và bắt buộc của luật hiện hành;
- giải quyết các vấn đề thẩm quyền phát sinh giữa các tòa án;
- giải quyết các xung đột quyền hạn phát sinh giữa các cơ quan Quản lý Nhà nước ở Trung ương và Toà án;
- thẩm định và thông qua các đề xuất trình Quốc hội về việc bầu các Thẩm phán chuyên của Tòa án nhân dân tối cao;
- Xem xét và chấp thuận đề nghị ứng cử chức danh Thẩm phán chuyên của Tòa án Nhân dân cấp tỉnh, thành phố trực thuộc trung ương do Hội đồng Chính quyền Tòa án Nhân dân cấp tỉnh trình;
- tổ chức hệ thống nâng cao nghiệp vụ các thẩm phán của các tòa án nhân dân, theo nhu cầu của từng tòa; và phê chuẩn các kế hoạch tương ứng;
- tổ chức đào tạo kỹ thuật cho các nhân viên phụ trợ và hành chính Tòa án nhân dân; và phê duyệt các kế hoạch tương ứng;
- tổ chức, chỉ đạo và kiểm soát việc áp dụng "Hệ thống làm việc với cán bộ nhà nước và lực lượng dự bị của họ" liên quan đến nhân sự các tòa án nhân dân;
- quyết định cấu trúc và quy định các vị trí lãnh đạo và nhân sự phụ trợ của các tòa án nhân dân;
- phê duyệt việc thành lập các bộ phận của các Tòa xét xử Tòa án nhân dân tối cao để xét xử các vấn đề chuyên biệt hoặc khi nhu cầu công vụ yêu cầu;
- phê duyệt việc thành lập hoặc ngăn chặn các tòa án nhân dân và các Tòa hoặc cơ quan hành chính trực thuộc;
- xác định thứ tự các Phó Chánh án Tòa án nhân dân tối cao thay Chánh án Tòa án đó trong trường hợp tạm vắng hoặc không đảm nhiệm;
- xác định theo thứ tự để Chánh án Tòa án nhân dân tối cao thay thế Chánh Tòa và Phó Chánh Tòa, trong trường hợp vắng mặt tạm thời hoặc đồng thời bị cản trở hoặc các Phó Chánh Tòa, khi thích hợp;
- xác định thứ tự mà các thẩm phán chuyên của mỗi Tòa thay thế Chánh Tòa của cùng một trường hợp tạm thời vắng mặt hoặc trở ngại;
- đồng ý về các Quy định của 'Tòa án Nhân dân';
- phê duyệt việc tổ chức thi tuyển, khen thưởng để được xét tuyển, đề bạt trong Hệ thống Tòa án nhân dân;
- phê chuẩn các đề xuất lên Hội đồng Nhà nước về việc cấp cho các thẩm phán và những người làm việc khác của các tòa án Nhân dân, các huân huy chương và danh hiệu danh dự;
- phê duyệt dự thảo ngân sách và kế hoạch kỹ thuật vật chất trong tất cả các hạng mục của Tòa án Nhân dân Tối cao, và của các tòa án nhân dân.

### Thư ký Hội đồng
Để xử lý các vấn đề, Tòa án nhân dân tối cao có Thư ký Tòa án, người này là Thư ký Hội đồng Chính quyến và phụ trách Ban thư ký Tòa án.
Trong mỗi Tòa xét xử có một ban thư ký xét xử.

## Tòa xét xử

### Tòa hình sự
Tòa Hình sự Tòa án nhân dân tối cao có trách nhiệm thụ lý sơ thẩm những vấn đề mà theo quy định pháp luật được trình để xem xét, giải quyết các kháng cáo, kháng nghị đối với bản án cuối cùng và các nghị quyết khác chấm dứt các thủ tục tố tụng làm cho không thể tiếp tục được do các Tòa hình sự của Tòa án nhân dân tỉnh ban hành.

### Tòa Hành chính và Dân sự
Tòa Hành chính và Dân sự của Tòa án nhân dân tối cao có trách nhiệm tập thể giải quyết mọi vấn đề thuộc về hành chính, dân sự nhằm bảo vệ có hiệu quả việc thực hiện hợp pháp các quyền của cá nhân và tập thể được Hiến pháp và pháp luật bảo hộ, đặc biệt là những quyền liên quan đến Luật Dân sự và Gia đình; Tòa cũng thực hiện chức năng xem xét cao nhất các hoạt động của cơ quan hành chính nhà nước, thông qua các bản án mà Tòa tuyên khi xét xử giám đốc thẩm đối với các nghị quyết cuối cùng về các vấn đề dân sự và hành chính của các Tòa của Tòa án nhân dân cấp tỉnh; Giải quyết các khiếu nại trong thủ tục tố tụng để xem xét các phán quyết cuối cùng; Trước hết, các vấn đề phù hợp với các quy định của pháp luật sẽ được trình lên để xem xét.
Đối với việc xét xử các vụ án, hội đồng xét xử bao gồm các thẩm phán chuyên và không chuyên. Thành phần có thể đơn giản (ba thẩm phán) hoặc mở rộng (năm thẩm phán), tùy thuộc vào mức độ phức tạp của vụ án.

### Tòa Tội phạm an ninh Nhà nước
Tòa Tội phạm an ninh nhà nước của Tòa án nhân dân tối cao chịu trách nhiệm xét xử phúc thẩm, kháng nghị, tái thẩm, tố tụng giam giữ bất hợp pháp và các thủ tục khác theo quy định của pháp luật, được kháng nghị theo bản án cuối cùng của Tòa án nhân dân cấp tỉnh về tội hình sự chung, hành vi theo thứ tự các tội xâm phạm An ninh Nhà nước. Ngoài ra, còn có hành vi buôn bán và tàng trữ ma túy.

### Tòa lao động
Tòa lao động của Tòa án nhân dân tối cao có trách nhiệm xét xử các yêu cầu xem xét lại thủ tục tố tụng của các bên đối với bản án cuối cùng của Tòa án nhân dân cấp tỉnh về các vấn đề quyền và kỷ luật lao động. Trong trường hợp thứ hai, khi biện pháp ban đầu được áp dụng cho người lao động là biện pháp tách biệt hoàn toàn khỏi thực thể.
Nó cũng xét xử kháng cáo của các bên chống lại các phán quyết được ban hành trong các thủ tục an sinh xã hội dài hạn của Tòa đặc biệt của tòa án nhân dân cấp tỉnh. Đối với các bản án được ban hành trong các thủ tục tố tụng này, một yêu cầu xem xét các thủ tục tố tụng có thể được đệ trình trước chính Tòa xét xử.

### Tòa kinh tế
Tòa kinh tế Tòa án nhân dân tối cao có trách nhiệm xét xử giám đốc thẩm đối với quyết định cuối cùng của Tòa kinh tế Tòa án nhân dân cấp tỉnh; xem xét các thủ tục tố tụng chống lại các lệnh cuối cùng và các phán quyết cuối cùng; nó cũng xử lý, trong trường hợp đầu tiên, các vấn đề, phù hợp với các quy định của pháp luật, được đệ trình lên Tòa. Tòa giải quyết một cách tập thể mọi vấn đề liên quan và giải quyết các vụ kiện tụng vi phạm, sửa đổi, vô hiệu, vô hiệu hoặc chấm dứt hợp đồng kinh tế; vi phạm các quy định về bảo vệ môi trường, xung đột công ty, yêu cầu bồi thường thiệt hại ngoài hợp đồng gây ra cho bên thứ ba phát triển hoạt động sản xuất, thương mại hoặc dịch vụ, các vụ kiện được thúc đẩy nhân dịp hành vi hoặc các sự kiện liên quan đến giao thông vận tải và hàng hải, trong số các vấn đề khác.

### Tòa quân sự
Tòa Quân sự của Tòa án Nhân dân Tối cao có trách nhiệm xét xử các kháng nghị đối với các bản án và các nghị quyết cuối cùng khác được ban hành tại các Tòa án quân sự lãnh thổ, và các thủ tục kiểm tra và xem xét tư pháp. Tòa thực hiện việc kiểm tra hoạt động thẩm quyền của các tòa án nói trên, tuân theo quyền kiểm soát và giám sát được Hội đồng Chính quyền của Tòa án nhân dân tối cao giao cho, theo luật định.